# Pasquale Diaz Garlon

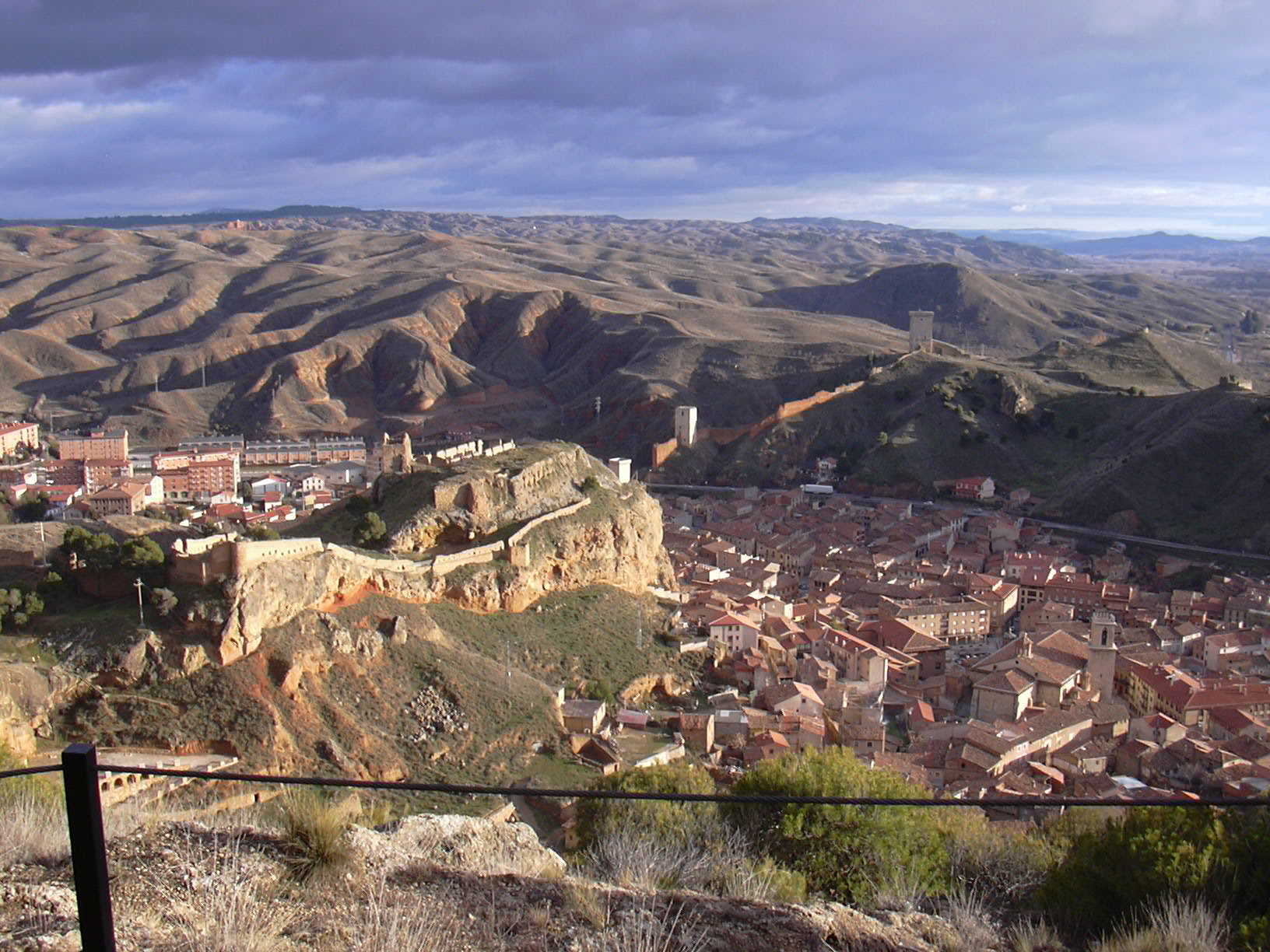
Panorama di Daroca (in Aragona), la cittadina spagnola che diede i natali al conte di Alife Pasquale Diaz Garlon.

Pasquale Diaz Garlon, anche detto Pascale, Pasquasio o Pascasio (Daroca, 1420 circa – Napoli, 22 maggio 1499), è stato un nobiluomo italiano, capostipite della famiglia che si distinse alla corte aragonese di Napoli e che ebbero l'antichissimo titolo di conti di Alife per quattro generazioni (dal 1486 al 1570).

## Biografia
Pasquale Diaz Garlon fu uno dei milites giunti in Italia al seguito di Alfonso V d'Aragona (re di Napoli dal 1442 al 1458) attrati dalla prospettiva di trovare fortuna nel nuovo Regno appena conquistato.
Il suo primo incarico documentato presso la corte napoletana fu quello di bibliotecario dell'unico figlio maschio del re, Ferdinando (il futuro Ferrante I), distinguendosi per affidabilità e discrezione e rimanendo legato all'erede al trono anche da un affetto paterno. La fiducia di re Alfonso verso Pasquale fu così piena che, in punto di morte, gli concesse un singolare privilegio: da quel momento, ogni atto o provvedimento regio non avrebbe avuto validità se non fosse stato controfirmato anche dal Diaz Garlon. In molti documenti giunti fino a noi, infatti, la firma del Diaz Garlon (o di un suo delegato) segue immediatamente quella del re e comunque prima di molti altri notabili del Regno anche più blasonati di lui. Tale disposizione testamentaria di re Alfonso fu rispettata anche dal figlio Ferrante e dal suo successore Alfonso.
Salito al trono Ferrante I nel 1458, Pasquale fu insignito dell'Ordine equestre della Stola (alta onorificenza destinata a personaggi di sangue reale) e nominato "generale ricevitore della regia pecunia".
Ricordando sempre l'affetto del suo librer, Ferrante tenne in somma considerazione Pasquale anche quando divenne re e lo tenne quale fido consigliere: una delle testimonianze più tangibili di questa stretta cooperazione sta nei prestiti di elevate somme di danaro che il Diaz Garlon faceva a re Ferrante (quasi sempre per assoldare armati) e che questi gli restituiva con larghi interessi e importanti ricompense.
Non abbiamo un preciso cursus honorum di Pasquale, tuttavia è possibile ricostruire la maggior parte degli incarichi con cui egli è menzionato nei documenti della Cancelleria: lo troviamo "credenziere" del porto del Fortore in Capitanata, "misuratore del sale" e "credenziere delle saline" presso il fondaco di Manfredonia, "percettore generale", segretario, "guardaroba maggiore", addetto alla camera del Re, maggiordomo, consigliere, doganiere di Foggia, governatore di Montalto, di Paola e di Fuscaldo, incarichi progressivamente più importanti fino a quello di castellano di Castel Nuovo e, nel 1488, di "generale del Regno".
Per premiare ulteriormente la sua ininterrotta e instancabile abnegazione, nel 1462 re Ferrante gli fece dono del piccolo feudo di San Pietro a Scafati, confiscato al ribelle Pietro Tomacelli. Per innalzare maggiormente il suo prestigio anche all'interno del patriziato napoletano, nel 1482 Pasquale decise di acquistare al prezzo di 12.000 ducati, la città di Alife con la sua vasta contea e le terre contigue di Dragoni e di Sant'Angelo Raviscanina, appartenenti alla Regia Corte poiché da poco confiscate alla ribelle famiglia Marzano. Nel 1487 acquistò anche i feudi di Cirigliano, Castelmezzano e Larviso in Basilicata al prezzo di 6.000 ducati.
La solidità economica di Pasquale gli derivò dagli utili della sua principale attività commerciale di esportazione del grano dai produttori pugliesi verso mercati italiani ed esteri, oltre che dall'esazione del focatico e di altri diritti fiscali sulla terra di Campli. Ebbe perfino l'onore di ospitare Lorenzo il Magnifico presso la sua splendida dimora, giunto a Napoli nel 1479 per negoziare intese di carattere politico e militare con re Ferrante.
Divenuto, dunque, conte di Alife, oltre all'evidente ricchezza, poteva entrare a pieno titolo nell'aristocrazia feudale del Regno, vantando anche un titolo antichissimo e rispettato. Pur visitando frequentemente la sua contea, il Diaz Garlon era troppo legato alla vita cittadina e all'ambiente di corte per potervisi trasferire: ad Alife il suo ricordo è legato alla fondazione della Chiesa di Santa Maria La Nova, chiusa al culto nel 1888.

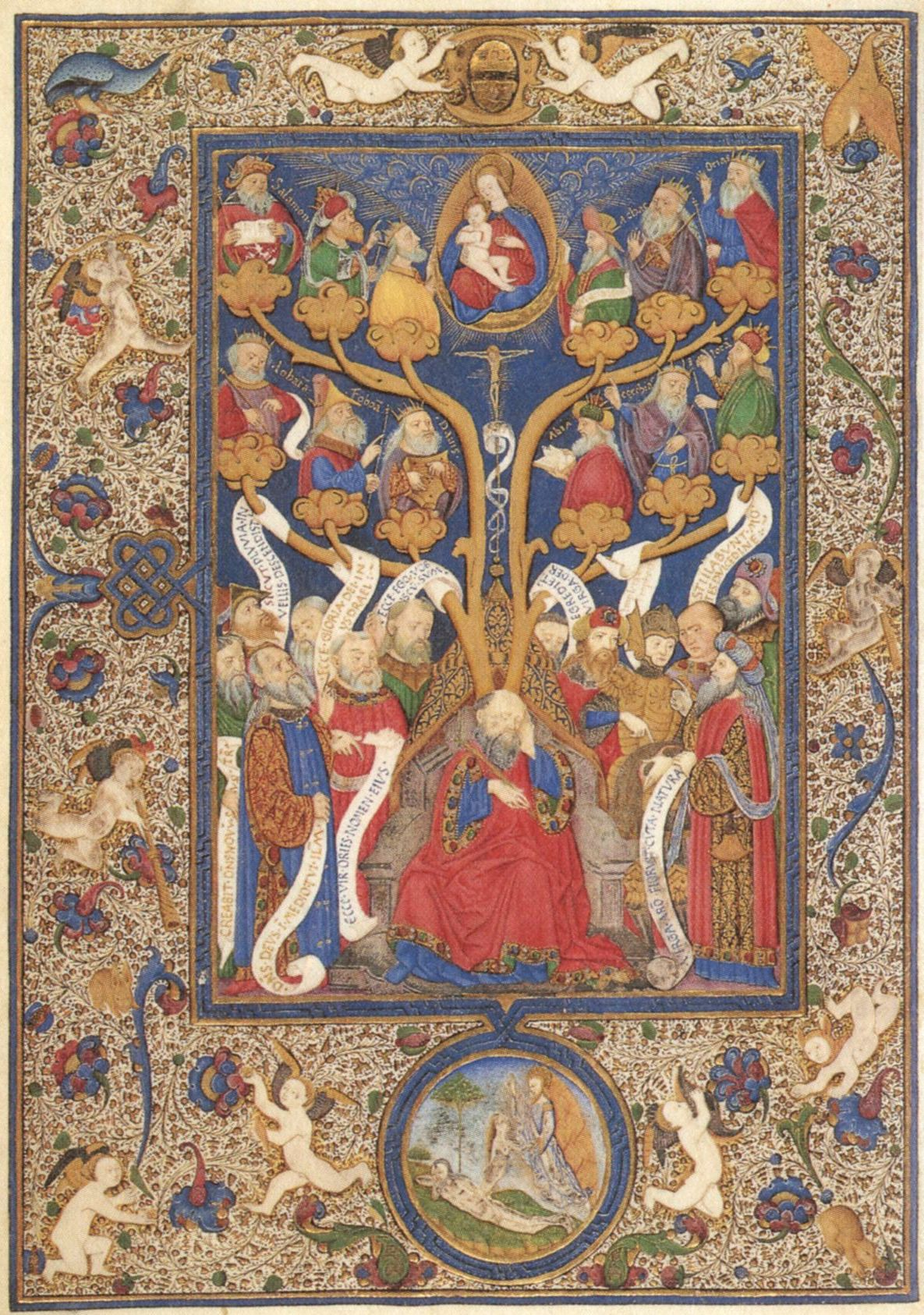
Pagina del Salterio appartenuto al conte di Alife (in alto si nota lo stemma dei Diaz Garlon), pregevole opera della fine del Quattrocento del miniaturista napoletano Matteo Felice conservata presso la Biblioteca Apostolica Vaticana di Roma.

Pasquale Diaz Garlon ebbe un ruolo di primo piano anche nella vicenda ricordata col nome di "congiura dei baroni": fu proprio lui, infatti, che ordinò di chiudere le porte nella "Grande Sala" (poi ribattezzata, per l'appunto, Sala dei Baroni) nella reggia di Castel Nuovo per fare arrestare (e, in seguito, giustiziare) i baroni congiurati, tutti convocati col pretesto di riappacificarsi con il re nell'occasione delle nozze di una nipote di lui (Maria Piccolomini) con Marco Coppola, figlio del conte di Sarno. Nel 1485, inoltre, era stato lo stesso Diaz Garlon, delegato dal re, ad intervenire al processo di accusa, svoltosi nell'episcopio napoletano alla presenza di vescovi, notabili e una nutrita folla di popolani, per leggere i capi d'imputazione nei confronti di papa Innocenzo VIII che, a detta di Pasquale, era stato il principale fomentatore dei ribelli contro la Corona aragonese.
L'influenza e il potere raggiunti da Pasquale consentirono alla famiglia Diaz Garlon di essere ascritta all'esclusivo Seggio di Nido e alla Confraternita di Santa Marta, a cui appartenevano personaggi di sangue reale e autorità vicine alla Corona. In molti documenti ufficiali e negli scritti dei cronisti del tempo, egli è semplicemente qualificato come "messer Pasquale", segno di immediata identificazione per questo funzionario di corte che riuscì a mantenere negli anni una condizione sempre migliore.
Alla morte di re Ferrante, Pasquale ebbe il privilegio di officiare le esequie e di celebrare il rito di passaggio al figlio Alfonso duca di Calabria che divenne re col nome di Alfonso II di Napoli, al quale il conte di Alife rimarrà legato fino alla morte che arrivò il 22 maggio 1499. Fu sepolto nella cappella dedicata alla Madonna della Grazia nella chiesa di Santa Maria la Nova, dove già da molti anni aveva fatto costruire per sé e la sua famiglia una tomba sormontata dallo stemma di famiglia e da un lungo epitaffio.
Pasquale sposò Lucrezia (o Lucente) Chiaromonte' da cui ebbe Ferrante, che chiamò come il suo amatissimo re e che fu suo erede nel titolo comitale e nel suo immenso patrimonio.